# Ànec beccrestat americà
L'ànec beccrestat americà (Sarkidiornis sylvicola) és un ocell aquàtic de la família dels anàtids (Anàtids) que habita llacs, rius i pantans de Sud-amèrica. Molts autors el consideren una subespècie de Sarkidiornis melanotos.